# Andréi Kizhevátov
Andréi Mitrofánovich Kizhevátov (en ruso: Андре́й Митрофа́нович Кижева́тов, Seliksa, 31 de agosto de 1907 - Brest, 29 de junio de 1941) fue un comandante soviético de las Tropas Fronterizas del NKVD con rango de teniente, conocido por su participación en la defensa de la Fortaleza de Brest en 1941, durante la Segunda Guerra Mundial. Era el jefe del noveno puesto fronterizo, perteneciente al 17.° Destacamento Fronterizo de la ciudad de Brest de las Tropas Fronterizas Soviéticas. 

## Biografía
Kizhevátov nació el 31 de agosto de 1907 en el pueblo de Seliksa, en la Gobernación de Penza (Imperio ruso), en una familia campesina de etnia mordovina moksha.Sirvió en el Ejército Rojo desde el 15 de noviembre de 1929. Después de graduarse de la escuela de mando de la 7.ª División de Artillería Separada, en 1930 se convirtió en comandante de la 7.ª División de Artillería, y en 1930 fue designado comandante de una división de caballería en el distrito fronterizo de Bielorrusia. Desde noviembre de 1932, entró en servicio a largo plazo, sirviendo en el puesto fronterizo de Kukovitski, donde ascendió al puesto de subjefe de puesto fronterizo en mayo de 1938. 
En 1939 Kizhevátov fue ascendido al rango de teniente mayor, y en septiembre fue nombrado jefe interino del puesto fronterizo en la ciudad de Brest. Ese mismo año se unió al Partido Comunista de la Unión Soviética. El 17 de julio de 1940, fue nombrado jefe del noveno puesto fronterizo perteneciente al 17.° Destacamento Fronterizo, con sede en la Fortaleza de Brest. El 25 de febrero de 1941 fue ascendido al rango de teniente.
El 22 de junio de 1941, cuando los alemanes atacaron Brest en el contexto del ataque alemán a la URSS durante la Operación Barbarroja, el teniente Kizhevátov dirigió la defensa del puesto fronterizo ubicado en la fortaleza, y fue herido por primera vez. El 23 de junio, momento en el que la sede del puesto fronterizo ya estaba hecha ruinas, él y los guardias de su destacamento se trasladaron a los sótanos del cuartel cercano del 333.º Regimiento de Infantería, donde había un grupo de soldados bajo el mando del teniente mayor Aleksandr Potapov. En los días siguientes, Kizhevátov y Potapov continuaron liderando la defensa del cuartel del 333º regimiento y de la Puerta Terespol. El 29 de junio, cuando las municiones casi se habían agotado, se tomó la decisión de hacer un último intento desesperado de escapar. Potapov lideró el grupo de avance, y 17 soldados heridos, liderados por el teniente Kizhevátov, que ya estaba gravemente herido, permanecieron a cubierto en la fortaleza. El teniente Kizhevátov murió en esta batalla. El avance también terminó en un fracaso: la mayoría de sus participantes murieron o fueron capturados.

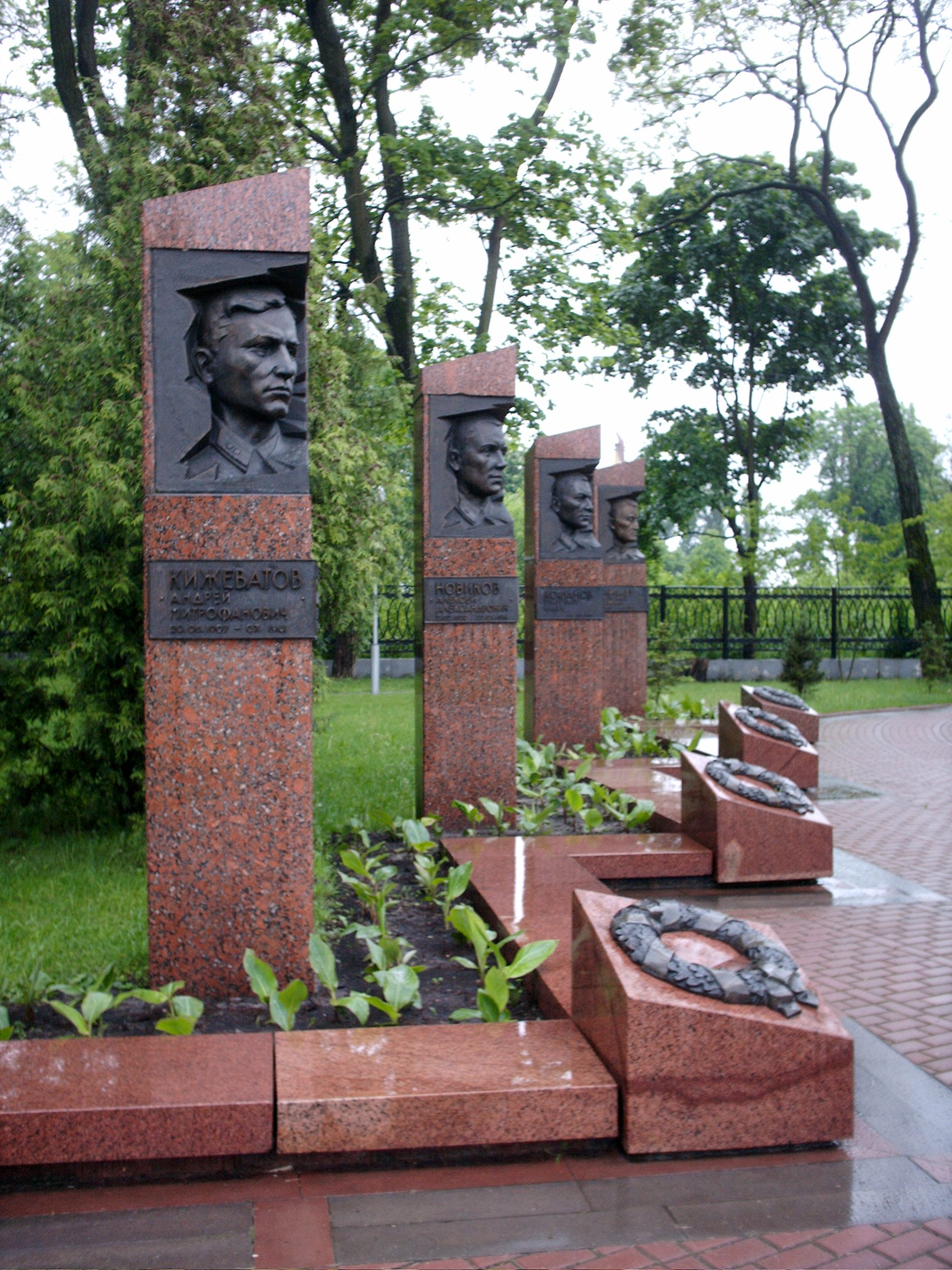
Busto de Kizhevátov (primero a la izquierda) en un monumento de los defensores de Brest.

Existe otra versión sobre los últimos momentos de Kizhevátov, descrita en el libro de Seguéi Smirnov «La Fortaleza de Brest»:

... En los primeros días de julio, el teniente mayor Potapov asignó a Kizhevátov y a un grupo de guardias fronterizos una tarea peligrosa y responsable: volar un puente de pontones sobre el Bug, construido por el enemigo cerca de la fortaleza. Se marcharon y todavía no se sabe si tuvieron éxito en este audaz sabotaje. Los detalles de la muerte del héroe de la guardia fronteriza siguen siendo desconocidos.

En el otoño de 1942, en el pueblo de Velikorita, distrito de Malorita, los alemanes fusilaron a toda la familia Kizhevátov: su madre, su esposa y sus hijos: Anya (Nyura), de 15 años, Vanya, de 11, y Galya, de dos años. Kizhevátov recibió en 1965 el título de Héroe de la Unión Soviética de manera póstuma.

## Legado
En honor a Kizhevátov fueron renombrados un puesto fronterizo, su pueblo natal (anteriormente llamado Seliksa), una escuela en dicho pueblo, una escuela en Minsk, varias calles en Minsk, Brest y Penza, dos barcos de la compañía naviera del Mar Negro, y una parada de transporte público en Minsk.El 22 de junio de 2016, con motivo del aniversario de la defensa de Brest, se emitieron una serie de sellos postales conmemorativos.
En el cine, Kizhevátov fue interpretado por Andréi Merzlikin en la película "Brestskaya krepost» de 2010. 

## Premios y condecoraciones
- Héroe de la Unión Soviética
- Orden de Lenin
- Estrella de Oro
- Ciudadano honorario de la ciudad de Brest